# Vídeos de OVNIs do Pentágono
Os vídeos de OVNIs do Pentágono são gravações visuais selecionadas de exibições de instrumentação da cabine de aviões de combate da Marinha dos Estados Unidos baseados nos porta-aviões USS Nimitz e USS Theodore Roosevelt em 2004, 2014 e 2015, com filmagens adicionais feitas por outra equipe da Marinha em 2019. Os quatro vídeos granulados em preto e branco, amplamente caracterizados como documentando OVNIs oficialmente, foram objeto de ampla cobertura na mídia desde 2017. O Pentágono posteriormente abordou e publicou oficialmente os vídeos em 2020 (13 anos depois que o primeiro dos vídeos vazou para o público em 2007) e confirmou a proveniência dos vídeos vazados de 2019 em duas declarações feitas em 2021.
A publicidade em torno dos vídeos gerou uma série de possíveis explicações, incluindo drones ou aeronaves terrestres não identificadas, leituras de instrumentos anômalos ou artefatos, fenômenos de observação física (por exemplo, paralaxe), erro humano de observação e interpretação e, como é típico no contexto de tais incidentes, especulações extraordinárias de espaçonaves alienígenas.

## Contexto
Em 14 de novembro de 2004, o piloto de caça comandante David Fravor do USS Nimitz Carrier Strike Group , juntamente com outro oficial investigou indicações de radar de vários possíveis alvos na costa do sul da Califórnia. Fravor relatou que viram um objeto branco brilhante e oval, na forma de um Tic Tac,  pairando sobre (ou sob) uma perturbação do oceano. Ele estimou que o objeto tinha cerca de 12 metros de comprimento.
Uma segunda leva de caças, incluindo o piloto tenente comandante Chad Underwood, decolou do Nimitz para investigar. Ao contrário de Fravor, o caça de Underwood estava equipado com uma câmera infravermelha avançada (FLIR).
Underwood gravou o vídeo FLIR, e cunhou a descrição "Tic Tac" para descrever a imagem de infravermelhos, mas ele próprio não viu nenhum objecto invulgar, segundo ele porque estava concentrado no sistema FLIR.
Durante 2014–2015, os pilotos de caça associados ao USS Theodore Roosevelt estavam operando na costa leste quando eles gravaram os vídeos "GIMBAL" e "GOFAST" enquanto relatavam deteções por instrumentos de objetos aéreos desconhecidos que os pilotos não conseguiram identificar.

### Avistamentos visuais

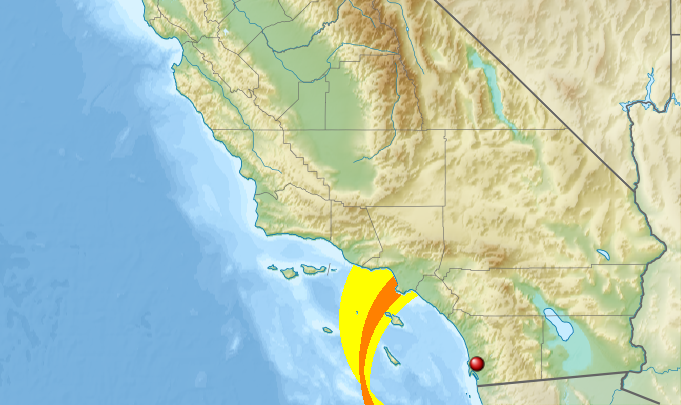
Os caças estavam a aproximadamente 160 quilômetros da costa de San Diego quando foram direcionados ao OVNI.
160 quilômetros do Condado de San Diego
160 quilomêtros da costa de San Diego

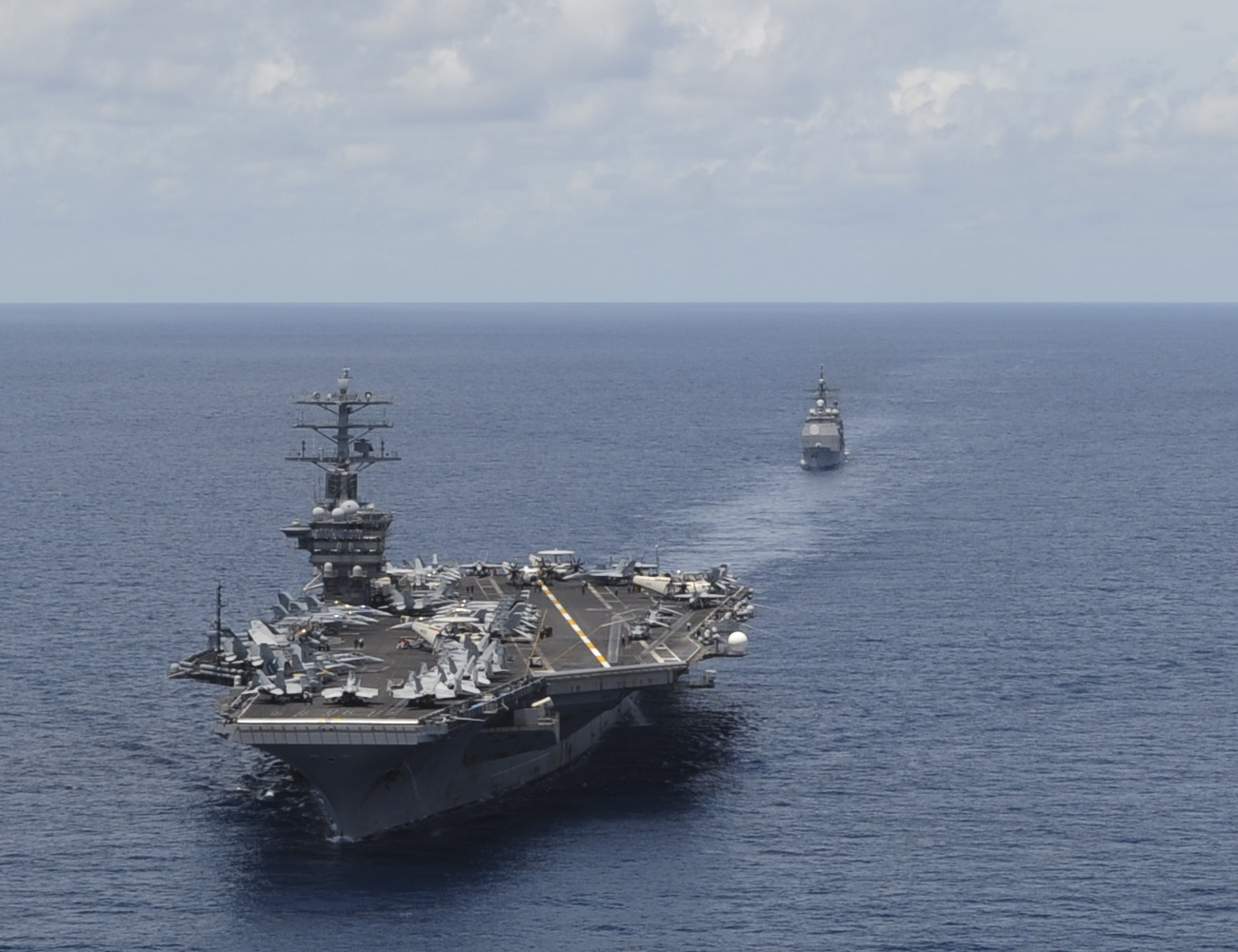
em frente ao

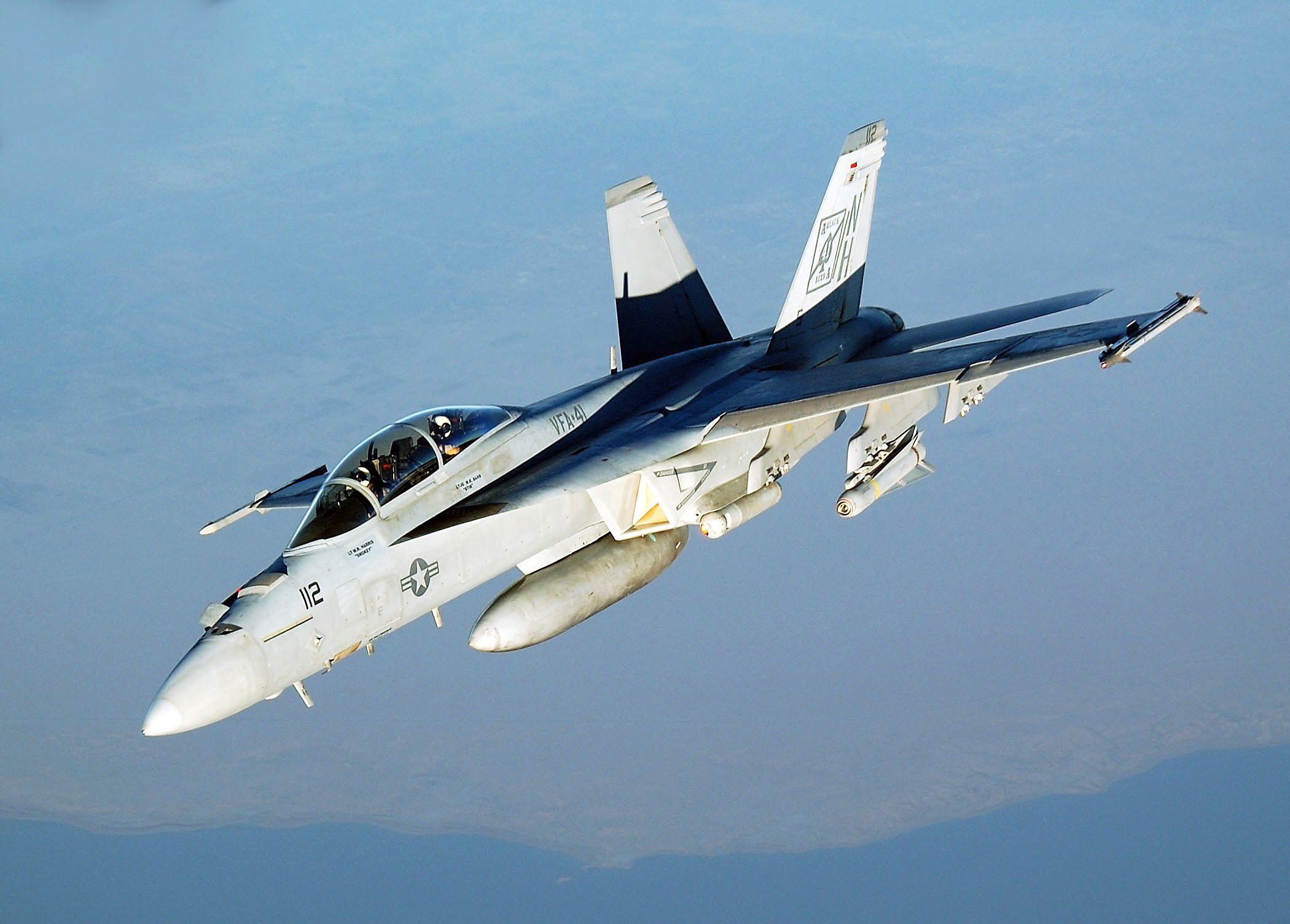
Boeing F/A-18E/F Super Hornet

Antes do incidente, no início de novembro de 2004, o navio de guerra USS Princeton havia relatado que uma luz desconhecida o tinha perseguido, por duas semanas.
Os objetos apareceram repentinamente a 80 000 pés, e depois foram em direção ao mar, por fim parando a 20 000 pés e pairando. Em seguida,  saíram fora do alcance do radar, provavelmente indo em direção ao céu.— Tripulantes do navio
Quando o mesmo evento ocorreu novamente às 12h30 de 14 de novembro de 2004, um oficial de operações a bordo do Princeton contatou dois jatos da marinha americana do USS Nimitz. O primeiro jato estava sendo pilotado pelo comandante David Fravor, oficial comandante do esquadrão de ataque 41, auxiliado pelo seu oficial do sistema de armamentos no banco traseiro, e o segundo pilotado por um jovem tenente recruta. O operador de operações do Princeton pediu que as aeronaves fossem guiadas até ao OVNI. Embora as condições meteorológicas para esse dia fossem ótimas, com o céu azul, sem nuvens e com o mar calmo, quando os caças dos EUA chegaram ao local, os dois caças não viram nada no ar nem em seu radar. Ao olhar para o mar, no entanto, eles perceberam uma área de água oval agitada com ondas espumosas.Para Fravor,  parecia que algo do tamanho de um avião Boeing 737 estava sob as águas, fazendo com que as ondas quebrassem sobre ele.
Alguns segundos depois, eles notaram o objeto  pairando com movimentos erráticos 50 metros acima da água. Ambos os pilotos descreveram-no depois  como sendo sólido, branco, de 10 a 14 metros de comprimento, sem pára-brisa, sem asas, nem empenagem, e sem nenhum motor visível.
Fravor começou uma descida para abordar o objeto, mas ele alegou que o OVNI evitava qualquer tipo de aproximação fazendo manobras "impossíveis", que inutilizavam qualquer tentativa de aproximação. Quando Fravor se aproximou um pouco, ele relatou que o objeto começou a ascender ao longo de um caminho curvo, mantendo distância do caça de Fravor, espelhando sua trajetória em círculos opostos. Fravor então fez uma manobra agressiva, mas neste momento disse que o OVNI foi embora com uma aceleração incrível, em menos de 2 segundos sumindo da vista dos pilotos, deixando-os assustados. Poucos minutos depois, o USS Princeton confirmou que o objeto estava agora a 60 km de distância. De acordo com Popular Mechanics, o objeto teve que voar mais rápido do que Mach 3 para cobrir tal distância. Ao perder contato visual com o objeto, ambos os caças F-18 estavam com pouco combustível e tiveram que retornar ao USS Nimitz.
Não faço ideia do que vi. Não tinha asas, motores e nem plumas, e ultrapassou os nossos F-18. Mas eu quero pilotar um.— David Fravor em entrevista ao New York Times.
Após o retorno da primeira equipe para o Nimitz, uma segunda equipe decolou às 15h00, desta vez equipado com uma câmera infravermelha avançada. Uma segunda filmagem infravermelha foi lançada pelo Pentágono junto a primeira filmagem. Embora a mídia muitas vezes apresente os dois vídeos juntos para ilustrar o incidente envolvendo o USS Nimitz, a segunda filmagem não é do mesmo incidente, fora filmado na costa leste dos Estados Unidos em uma data desconhecida.

## Lançamento dos vídeos
Em 16 de dezembro de 2017, o The New York Times relatou os incidentes e publicou três vídeos, denominados "FLIR", "GIMBAL" e "GOFAST", pretendendo mostrar os encontros de caças do Nimitz e do Theodore Roosevelt com formas aéreas rápidas e incomuns. Os relatórios tornaram-se sujeitos a "especulações febris de investigadores de OVNIs." Essas histórias foram criticadas pelo professor de jornalismo Keith Kloor como "uma narrativa curiosa que parece ser impulsionada por relatos de fontes escassas e tendenciosas". De acordo com Kloor, "uma atenção superficial foi dada às explicações mais prováveis e prosaicas. Em vez disso, a cobertura, em sua maior parte, adotou um quadro intrigante e misterioso que reproduz o cativante termo 'OVNI' nas manchetes."
Os vídeos, apresentando dados de exibição da cabine e imagens infravermelhas junto com áudio de comunicações entre os pilotos em perseguição, foram inicialmente fornecidos à imprensa por Luis Elizondo, o ex-chefe do Programa de Identificação Avançada de Ameaças Aeroespaciais, a investigação do Departamento de Defesa. Elizondo havia renunciado ao Pentágono em outubro de 2017 para protestar contra o sigilo do governo e oposição à investigação, declarando em uma carta de renúncia ao então Secretário de Defesa, James Mattis, que o programa não estava sendo levado a sério. De acordo com a revista Wired, uma cópia de um dos vídeos estava online em um fórum de OVNIs desde pelo menos 2007.
Em setembro de 2019, uma porta-voz do Pentágono confirmou que os vídeos lançados foram feitos por aviadores navais e que eles são "parte de uma questão mais vasta de um número crescente  de incursões em campos de treinamento por fenômenos aéreos não identificados nos últimos anos". Em 27 de abril de 2020, o Pentágono lançou formalmente os três vídeos.
Em fevereiro de 2020, a Marinha dos Estados Unidos confirmou que, em resposta a investigações, relatórios de inteligência apresentados por oficiais da inteligência naval foram fornecidos a membros do Congresso.

### Vídeos de 2019

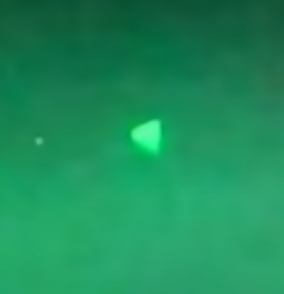
Uma imagem do vídeo feito a partir do em julho de 2019

Em abril de 2021, a porta-voz do Pentágono, Sue Gough, confirmou que a filmagem publicamente disponível do que parecia ser um objeto triangular não identificado no céu havia sido tirada por pessoal da Marinha a bordo do USS Russell em 2019. O cético Mick West sugeriu que a imagem era o resultado de um efeito óptico chamado bokeh, que pode fazer as fontes de luz fora de foco parecerem triangulares ou piramidais devido ao formato da abertura de algumas lentes. O Pentágono também confirmou fotos de objetos descritos como "esfera", "bolota" e "dirigível metálico".
No mês seguinte, Gough confirmou que um segundo vídeo foi gravado pelo pessoal da Marinha e está sendo analisado pela Força-Tarefa da UAP. O vídeo, gravado em 15 de julho de 2019 a bordo do USS Omaha, supostamente mostra um objeto esférico voando sobre o oceano, visto por uma câmera infravermelha à noite, movendo-se rapidamente pela tela antes de parar e mergulhar na água.

## Possíveis explicações
Em 2020, os fenômenos aéreos registrados nos eventos do Nimitz e do Roosevelt são caracterizados pelo Departamento de Defesa como "não identificados". A atenção generalizada da mídia a esses eventos motivou teorias e especulações sobre explicações subjacentes, incluindo aquelas focadas em tópicos pseudocientíficos de alguns ufologistas. Com relação às explicações pseudocientíficas, o escritor Matthew Gault afirmou que esses eventos "refletem o mesmo padrão ocorrido dezenas de vezes antes. Alguém vê algo estranho no céu, os militares dos EUA  libertam uma pequena quantidade de informação, e o público pula para uma conclusão ilógica." Contudo, o escritor nota que os vídeos em causa são acompanhados por testemunhas oculares credíveis, pilotos com centenas de horas de experiência de voo, e não por um qualquer casal de bêbados que viram alguns flashes sobre um lago e tiraram fotos com o telemóvel.

Por causa da paralaxe, as diferenças percebidas no movimento podem ser interpretadas como sendo devidas a velocidades mais rápidas ou a distâncias mais próximas. Nesta animação, assumir que todos os objetos estão estacionários e que o observador está se movendo dá a ilusão de diferenças consideráveis de distância entre as três cenas. No entanto, a animação mostra apenas três contornos sobrepostos diferentes movendo-se em velocidades diferentes.

Explicações mundanas não pseudocientíficas incluem mau funcionamento/anomalia de instrumento ou de software, ilusão de observação humana (por exemplo, paralaxe), erro interpretativo, ou uma aeronave comum (por exemplo, um avião de passageiros) ou dispositivo aéreo (por exemplo, balão meteorológico).
O escritor científico e  investigador céptico Mick West afirma que o objeto do vídeo GOFAST  é "muito provavelmente" um objeto de movimento relativamente lento, como um pássaro ou um balão, movendo-se relativamente lento, e que o jato que o filma está se movendo rápido, o que  cria uma ilusão de velocidade contra o oceano.
West alega que o vídeo GIMBAL pode ser explicado como uma filmagem de um avião distante, com a rotação  aparente sendo, na verdade, o brilho na rotação da câmera infravermelha.
Quanto ao vídeo  FLIR é também, diz West, "provavelmente"  um avião, em baixa resolução, desfocado e retroiluminado. No vídeo FLIR, o vídeo centra-se num único UAP à distância. Parece rodar no lugar antes de fazer zoom à esquerda do quadro.
Os pilotos e outras testemunhas oculares não aceitam as explicações de West.
Após os relatórios de inteligência do Congresso e para encorajar os pilotos a sinalizarem distúrbios que "têm ocorrido regularmente desde 2014", a Marinha dos Estados Unidos anunciou que atualizou a forma como os pilotos deveriam relatar formalmente observações aéreas inexplicáveis. Comentando sobre essas diretrizes atualizadas, um porta-voz do subchefe de operações navais disse: "A intenção da mensagem para a frota é fornecer orientações atualizadas sobre os procedimentos de notificação de invasões suspeitas em nosso espaço aéreo." Sobre as novas diretrizes, o porta-voz disse que uma possível explicação para o aumento das intrusões relatadas poderia ser devido ao aumento da disponibilidade de sistemas aéreos não tripulados, como quadrocópteros e drones em geral.
O ex-presidente e atual membro graduado do Comitê de Inteligência do Senado, Marco Rubio, disse temer que os OVNIs nos vídeos possam ser de tecnologia chinesa ou russa.
O almirante aposentado Gary Roughead, que comandou as Frotas do Atlântico e do Pacífico antes de servir como Chefe de Operações Navais de 2007 a 2011, disse em 2020 que, em sua época, "a maioria das avaliações eram inconclusivas" quanto ao que esses vídeos mostravam. No contexto de uma palestra sobre a estratégia militar da China no século XXI, Roughead comentou que o desenvolvimento de aeronaves autônomas não tripuladas que pudessem ser usadas como meios militares submersíveis era uma prioridade dos Estados Unidos, bem como de outras nações, como China e Rússia.
O escritor Kyle Mizokami sugeriu três possibilidades que poderiam explicar os avistamentos. O primeiro é o mal-funcionamento do equipamento ou interpretação errada; os radares da USS Princeton e os radares dos caças podem ter avariado, ou a tripulação pode ter interpretado mal uma série de fenômenos naturais. A segunda é uma tecnologia secreta do governo: se os objetos eram aeronaves operadas pelo governo dos EUA, faria sentido que eles fossem mantidos em segredo, como o objeto facilmente conseguiu passar o Super Hornet, um jato que foi considerado uma obra-prima em 2004. A terceira possibilidade é que os avistamentos foram causados por objetos de origem extraterrestres.
O New York Times incluía um  aviso no relato do incidente: "Os especialistas alertam que frequentemente existem explicações terrenas para tais incidentes, e que não conhecer a explicação não significa que o evento tenha origens interestelares."
O físico Don Lincoln disse que era muito improvável que o que esses pilotos relataram fosse ser uma super arma ou uma nave alienígena, no entanto, ele gostaria de ver os relatórios de investigação feitos pelo governo dos Estados Unidos, com a justificativa de que "a ciência só é feita quando todas as opções são consideradas". "Objeto voador não identificado não quer dizer uma nave alienígena, mas sim uma coisa não identificada", concluiu Lincoln.
O jornalista científico Dennis Overbye argumentou que apenas um "resíduo teimoso" de um fenômeno aéreo sem explicação permaneceu após a análise. Overbye destacou que algumas desses relatos foram obtidos de observadores respeitados como pilotos do exército. Porém, ele alarmou, "assim como a psicologia moderna e a neurociência estabeleceram, os sentidos são um portal não confiável para a realidade, seja o que for."
De acordo com Steve Cummings do Raytheon Space and Airborne Systems, as imagens de vídeo capturados por um Raytheon não são provas definitivas de que os pilotos dos jatos estavam perseguindo realmente um OVNI. Cummings disse que, "para realmente ter certeza, nós precisamos dos dados brutos, imagens por si só não são a melhor evidência".

## Na cultura popular
- Os vídeos foram apresentados em Unidentified: Inside America's UFO Investigation, uma série de 2019 do History Channel produzida por Tom DeLonge.[23]
- Em 19 de outubro de 2019, um episódio de The Joe Rogan Experience apresentou os vídeos e entrevistou Fravor.[10]